# Chęciny
Chęcinyⓘ é um município no sudeste da Polônia. Pertence à voivodia de Santa Cruz, no condado de Kielce. É a sede da comuna urbano-rural de Chęciny. Localizada a cerca de 15 quilômetros de Kielce, no planalto de Kielce, historicamente na região da Pequena Polônia.
Estende-se por uma área de 14,1 km², com 4 304 habitantes, segundo o censo de 31 de dezembro de 2024, com uma densidade populacional de 305 hab./km².
A aldeia de Chęciny foi mencionada pela primeira vez em 1275. Chęciny recebeu um foral de cidade após 1306. Era uma cidade real no condado de Chęciny, na voivodia de Sandomierz, na segunda metade do século XVI. Desde o final do século XIV até a queda da Primeira República, a cidade foi a sede das terras da nobreza e dos tribunais de justiça. O monumento mais importante são as ruínas do castelo real da virada dos séculos XIII e XIV. O castelo permanece em ruínas desde o século XVIII. Uma cidade governamental da Polônia do Congresso, localizada em 1827 no condado de Kielce, voivodia de Kielce. Até 1954, era a sede da comuna de Korzecko.

## Localização
A cidade está localizada na parte central da voivodia de Santa Cruz, na parte oeste das montanhas Świętokrzyskie, entre a serra de Chęciński e a serra de Zelejowski.
Historicamente, pertence à Pequena Polônia. Ficava na Terra de Sandomierz, depois na voivodia de Sandomierz, onde era a sede de um condado que fazia parte da Terra de Radom. Nos anos de 1919 a 1939 e de 1945 a 1998, a cidade pertenceu administrativamente à voivodia de Kielce. Desde 1999, pertence administrativamente à voivodia de Santa Cruz.
A área urbana de Chęciny também inclui as colinas Zelejowa e Sitkówka, que ficam ao norte.

## Economia
A cidade é um centro do setor de materiais de construção. O calcário, o chamado mármore de Chęcin, é extraído em suas proximidades. A indústria alimentícia também está se desenvolvendo aqui.

## Transporte
A estação ferroviária mais próxima fica a 5,4 quilômetros da cidade, em Radkowice. Chęciny é servida por ônibus de transporte público de Kielce, linhas n.º 31 e T (uma linha periódica entre Kielce e Tokarnia, os ônibus circulam entre abril/maio e outubro), bem como ônibus de empresas privadas. As estradas para Kielce, Małogoszcz e Morawica se cruzam em Chęciny. A via expressa S7 passa a leste da cidade.

## Turismo
A cidade está localizada entre a serra de Chęcin e a serra de Zelejowski das montanhas Świętokrzyskie, incentivando o turismo. De Chęciny, há trilhas para caminhadas que levam, entre outras, à Montanha do Castelo e à Caverna do Paraíso.
Albergues da juventude funcionam na cidade. A base de acomodações de Chęciny é complementada por fazendas de agroturismo próximas de Korzeck e Podzamcze.
Chęciny é o ponto de partida da:
- Trilha de caminhada vermelha que leva a Kielce
- Trilha de caminhada azul que leva a Łagów
- Trilha de caminhada amarela que leva ao rio Wierna Rzeka

## Cultura e esporte
Em junho de 2013, foi inaugurado o salão de esportes e entretenimento “Pod Basztami”, sede do Centro de Cultura e Esportes. As instalações incluem uma academia, uma quadra de tênis ao ar livre com uma superfície de poliuretano, aluguel de bicicletas, um campo “Orlik” com uma superfície artificial e uma quadra de handebol. Chęciny também abriga o Teatro Grodzki local “Pod Basztami” e a Tropa de Cavaleiros de Chęciny “Ferro Aquilae”.

## Toponímia
O nome, registrado desde 1275, originalmente provavelmente soava como Chęcin e significava o próprio castelo ou a própria vila. A partir do século XIV, assumiu uma forma plural quando começou a denotar vários objetos (castelo, vila, cidade). O nome Chęcin provavelmente deriva do nome pessoal *Chęta (Chęcin — propriedade de Chęta), cuja etimologia pode estar ligada à palavra “vontade”. Segundo outra etimologia, o nome surgiu do original Hanczyn(y) e não tem nada a ver com a palavra “vontade” e o suposto nome pessoal *Chęta.

## História

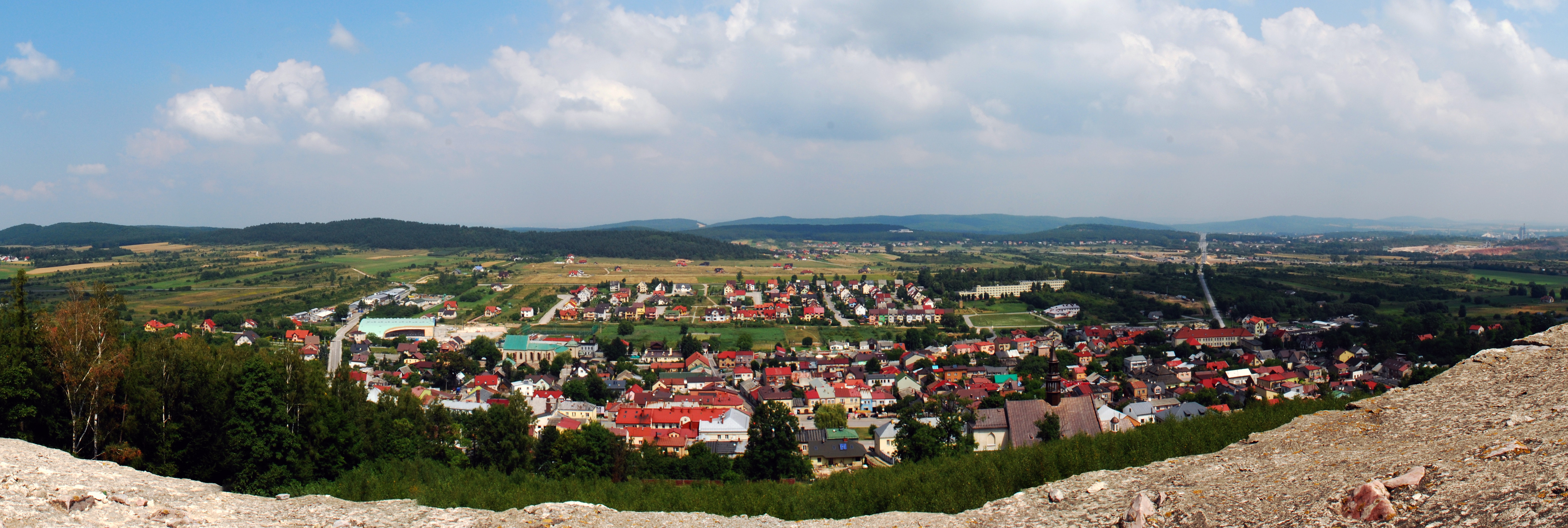
Panorama da cidade a partir das muralhas do castelo

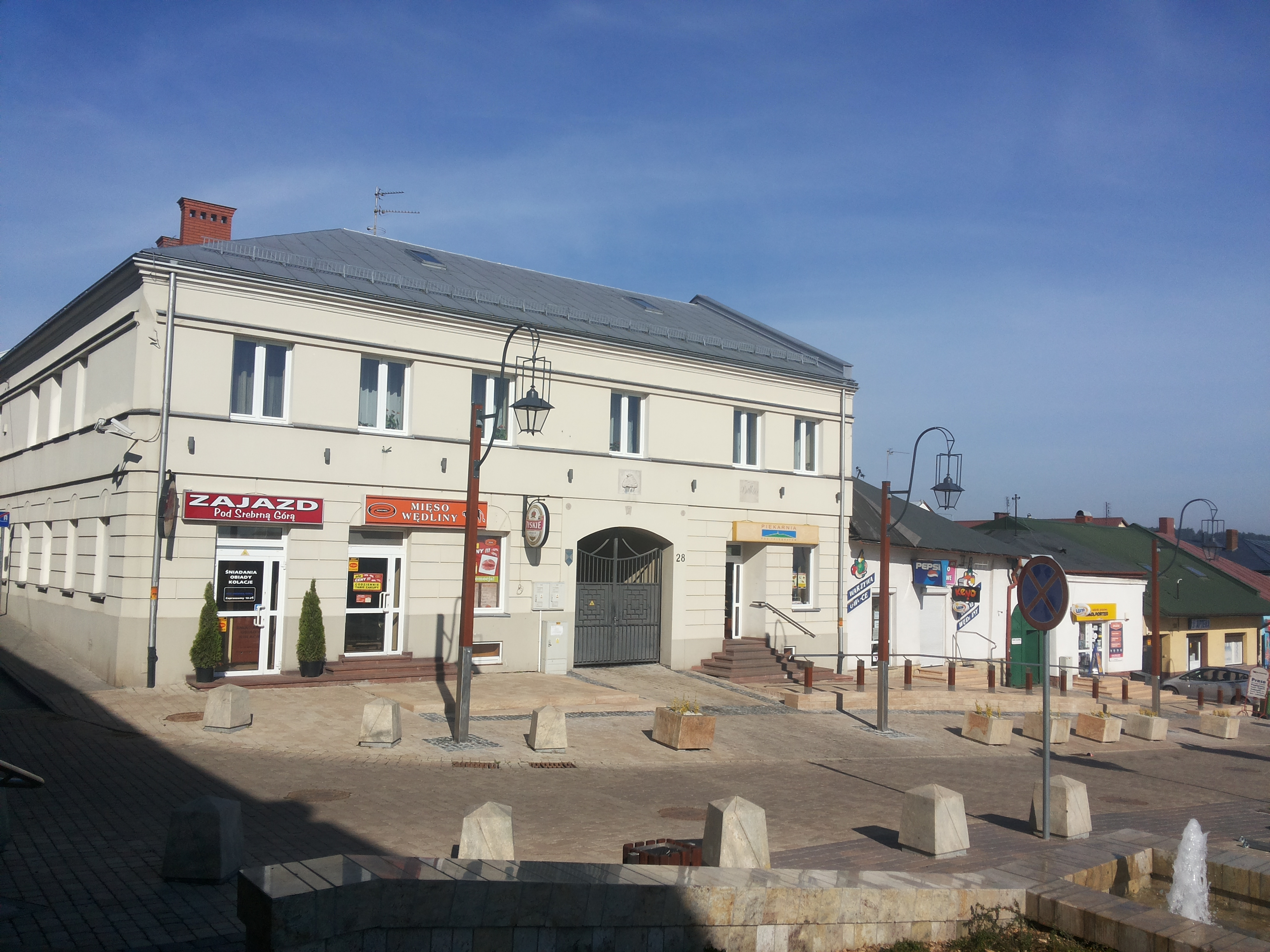
Complexo de uma pousada “Sob a Montanha de Prata”

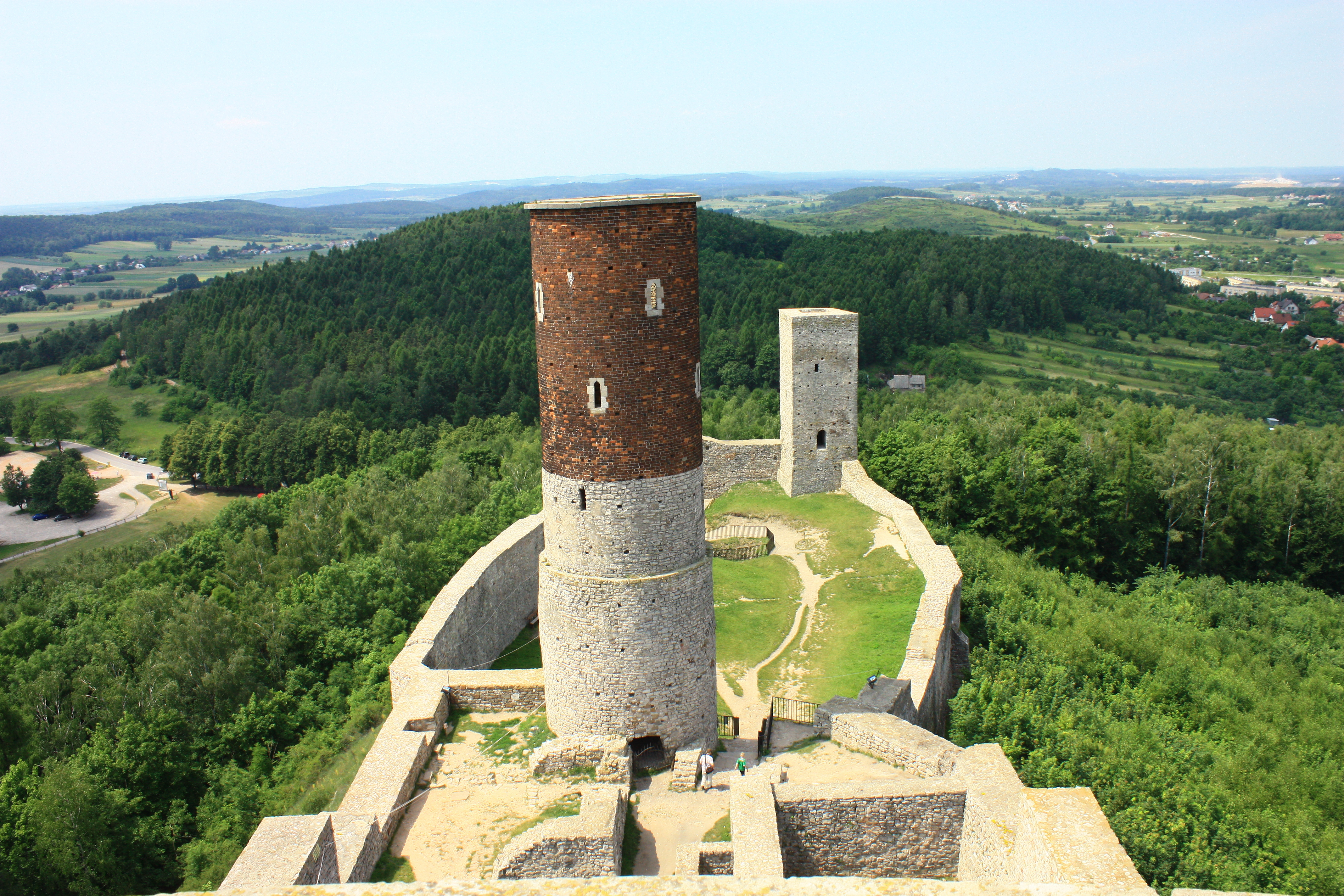
Ruínas do castelo real em Chęciny — vista da torre

Chęciny foi mencionada pela primeira vez em 1275. A cidade recebeu direitos de cidade na primeira metade do século XIV. Em 1306, o bispo Jan Muskata tornou-se proprietário de Chęciny e de 11 vilarejos, mas perdeu a propriedade após trair o rei Ladislau I, o Breve. Em 1331, preparando-se para a guerra com os Cavaleiros Teutônicos, Ladislau I, o Breve convocou um congresso das terras da Pequena Polônia e da Grande Polônia no castelo em Chęciny. Nesse congresso, o príncipe Casimiro foi proclamado rei da Grande Polônia. Em 1387, o irmão do rei Ladislau II Jagelão, o príncipe Andrzej Garbaty, foi aprisionado no castelo.
Em 1465, a cidade foi completamente destruída por um incêndio. No mesmo ano, o rei Casimiro IV Jagelão renovou o privilégio da cidade de Chęciny no Sejm em Kalisz. O documento original da carta foi queimado. A cidade era governada pela lei alemã. Em 1487, para reviver Chęciny, que estava em declínio, o rei concedeu aos habitantes o direito de minerar localmente. Em 1494, os privilégios foram ampliados por João I Alberto, organizando os direitos de mineração à maneira de Olkusz. Em 1507, Chęciny foi incendiada novamente. Os direitos da cidade de Chęciny foram renovados pelo rei Sigismundo I, o Velho. A cidade era um centro de mineração e da indústria de tecidos. Mármores, prata, cobre e chumbo eram extraídos em Chęciny. Na segunda metade do século XVI, havia uma congregação calvinista na cidade e, entre 1570 e 1597, também uma congregação dos Irmãos poloneses. Em 1597, foi concedido à Chęciny o privilégio de non tolerandis Judaeis (privilégio de não aceitar judeus).
No século XVII, a cidade foi destruída durante a Rebelião de Zebrzydowski. As guerras suecas e a invasão de George II Rakoczy causaram ainda mais destruição. A cidade foi saqueada e incendiada pelo exército de Jorge II Rakoczy em 1 de abril de 1657. Uma peste se espalhou por aqui nos quatro anos seguintes, devastando completamente Chęciny. A inspeção de 1660 mostrou apenas 48 casas, das 341 que existiam antes. Para tirar a cidade do declínio, o rei João II Casimiro instituiu um privilégio para cinco feiras em 1666.
Em 1764, Chęciny foi designada como a segunda sede dos tribunais de terras em Radom, para os condados de Radom, Opoczno e Chęciny. Em 1795, a cidade se viu envolvida na divisão austríaca. Em 1796, o condado de Chęcin foi abolido e substituído pelo condado de Kielce. Em 1809, Chęciny passou a fazer parte do Ducado de Varsóvia e, em 1815, da Polônia do Congresso. No Estado polonês renascido em 1918, Chęciny era o centro da indústria de cal e madeira. Entre 1939 e 1945, esteve sob ocupação nazista. Execuções em massa ocorreram aqui. A população de Chęciny realizava atividades partidárias.

## História dos judeus em Chęciny

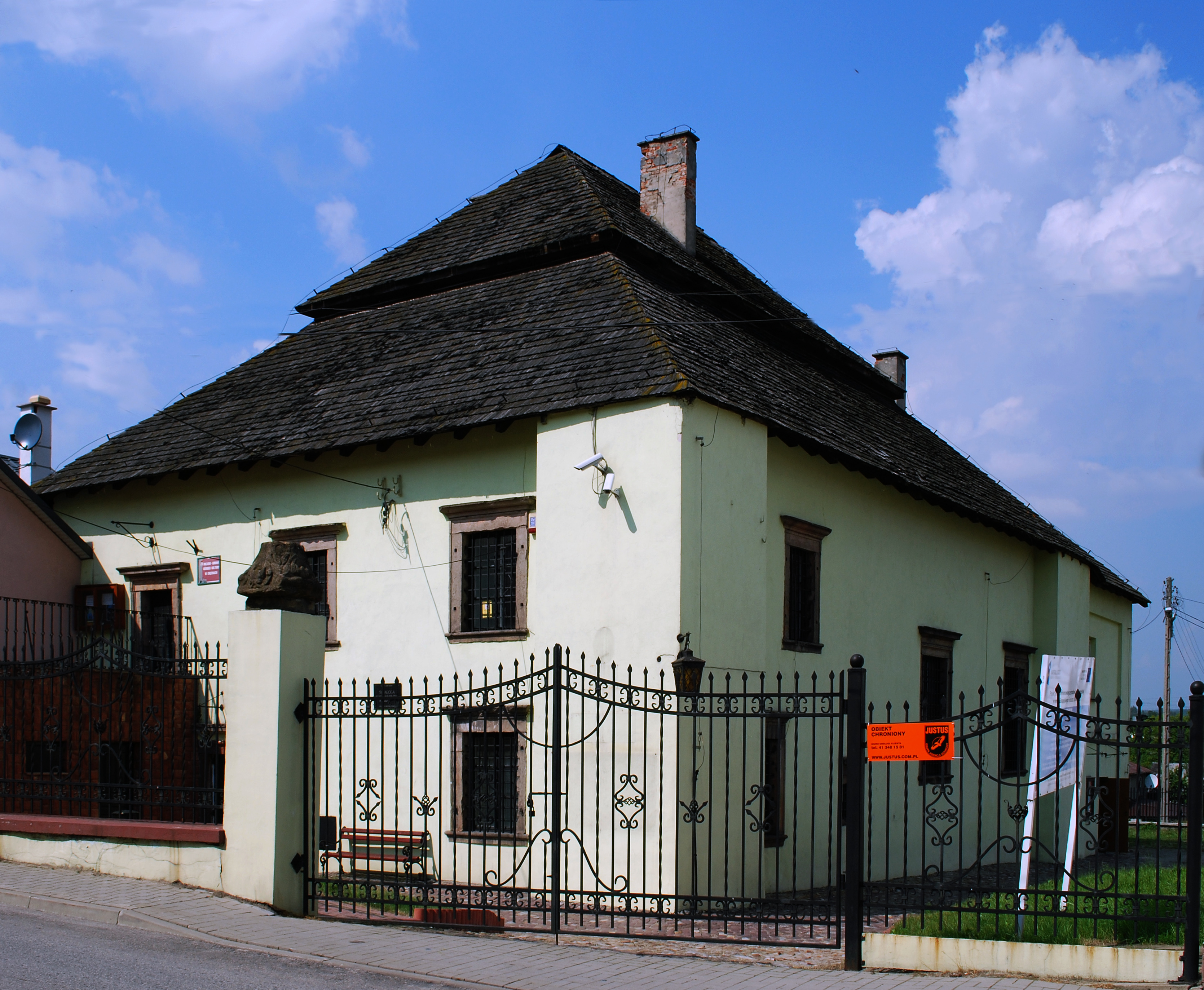
Sinagoga renascentista tardia

A menção dos primeiros judeus em Chęciny data de 1564. No entanto, foi somente em 1581 que o rei Estêvão Batory permitiu que eles se estabelecessem na cidade, o que foi confirmado em um privilégio por Sigismundo III Vasa em 1597. Durante o Dilúvio sueco, quase toda a comunidade judaica foi massacrada pelas tropas impunes de Stefan Czarniecki. Em meados do século XVII, a comunidade judaica de Chęciny tinha seu próprio rabino, cantor, professor de escola, e um hospital judaico também estava ativo (desde 1638). No século XIX, a comunidade cresceu sendo construídos um micvê, seis lugares para orações judaicas comunitárias, duas escolas judaicas de natureza religiosa e um lar de idosos. Em 1939, a população judaica representava 56% da população de Chęciny (2 825 pessoas). Durante a ocupação, havia um gueto para 4 mil pessoas. Em 1 de setembro de 1942, os alemães deportaram os judeus do gueto de Chęciny para o campo de extermínio de Treblinka. Em março de 1944, na praça do mercado em Chęciny, soldados da unidade “Wybranieccy” do Exército da Pátria assassinaram Ick Grynbaum, que estava entregando alimentos aos judeus escondidos nas florestas próximas a Chęciny.

## Demografia
Conforme os dados do Escritório Central de Estatística da Polônia (GUS) de 31 de dezembro de 2024, Chęciny é uma cidade muito pequena com uma população de 4 304 habitantes (18.º lugar na voivodia de Santa Cruz e 611.º na Polônia), tem uma área de 14,1 km² (19.º lugar na voivodia de Santa Cruz e 462.º lugar na Polônia) e uma densidade populacional de 305 hab./km² (25.º lugar na voivodia de Santa Cruz e 732.º lugar na Polônia). Entre 2002–2024, o número de habitantes aumentou 0,9%.
Os habitantes de Chęciny constituem cerca de 2,03% da população do condado de Kielce, constituindo 0,37% da população da voivodia de Santa Cruz.
| Descrição                         | Total      | Total    | Mulheres   | Mulheres | Homens     | Homens   |
| --------------------------------- | ---------- | -------- | ---------- | -------- | ---------- | -------- |
| unidade                           | habitantes | %        | habitantes | %        | habitantes | %        |
| população                         | 4 304      | 100      | 2 220      | 51,6     | 2 084      | 48,4     |
| área                              | 14,1 km²   | 14,1 km² | 14,1 km²   | 14,1 km² | 14,1 km²   | 14,1 km² |
| densidade populacional (hab./km²) | 305        | 305      | 157,4      | 157,4    | 147,6      | 147,6    |

## Monumentos e atrações turísticas

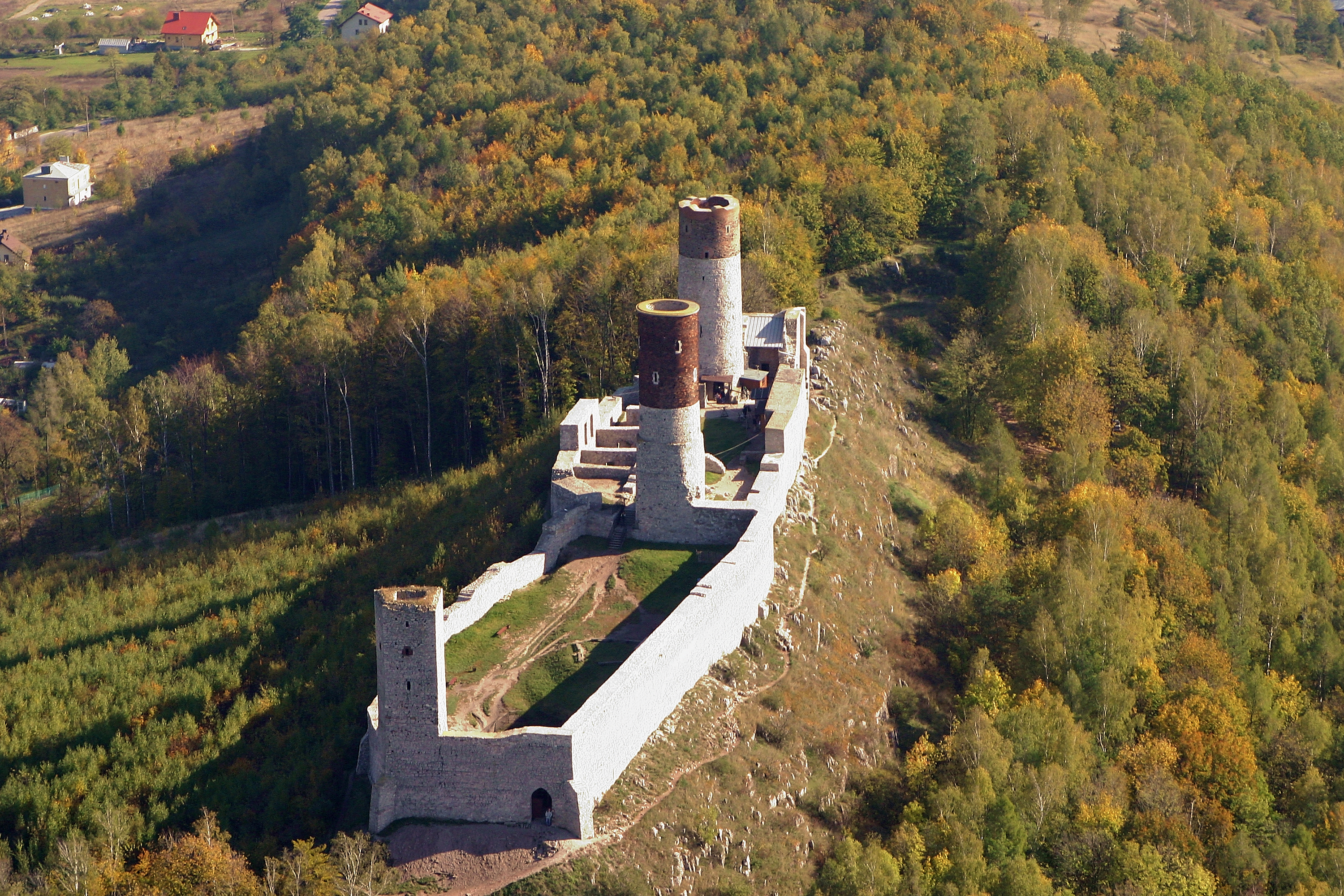
Castelo de Chęciny

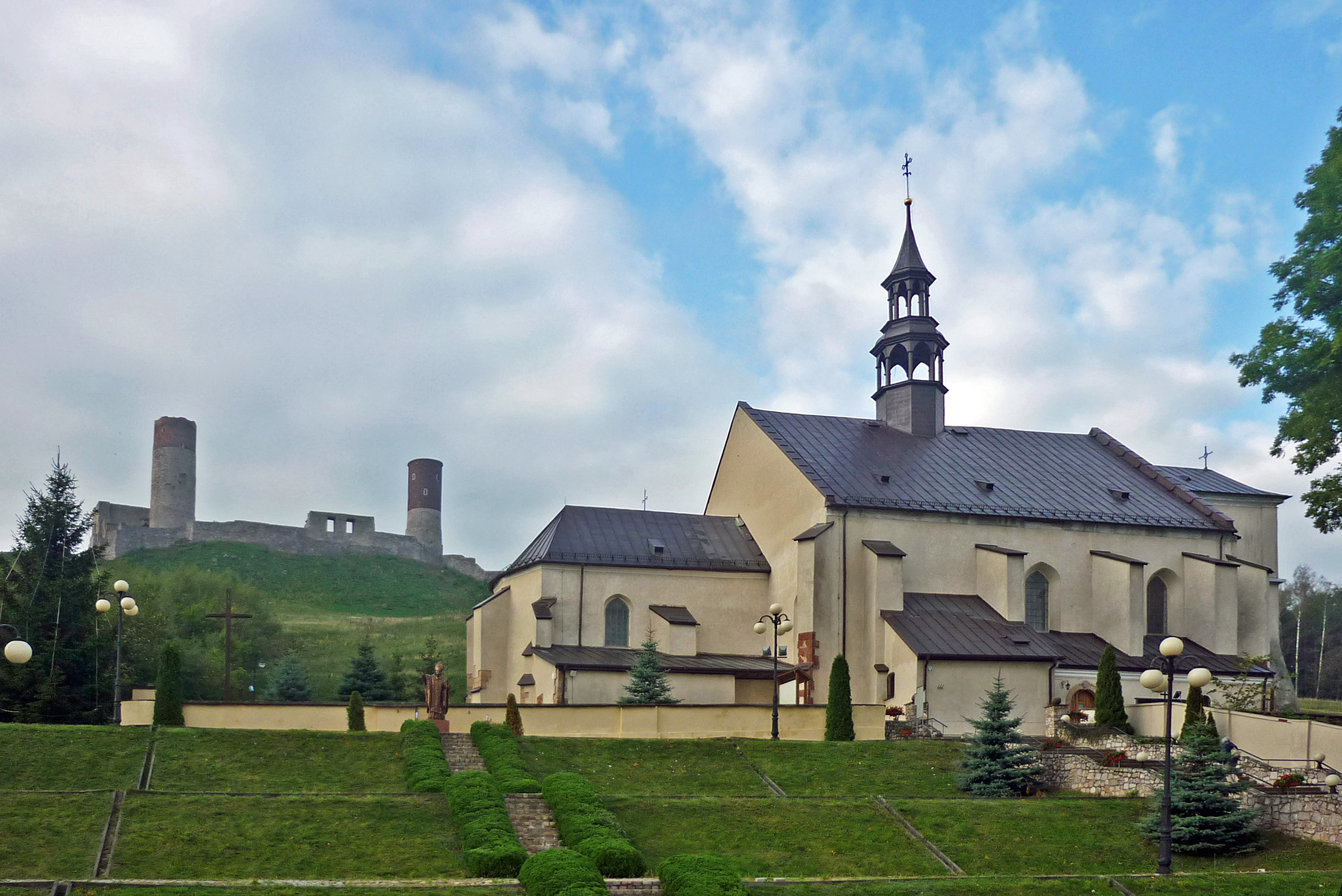
Igreja de São Bartolomeu, aos pés do castelo

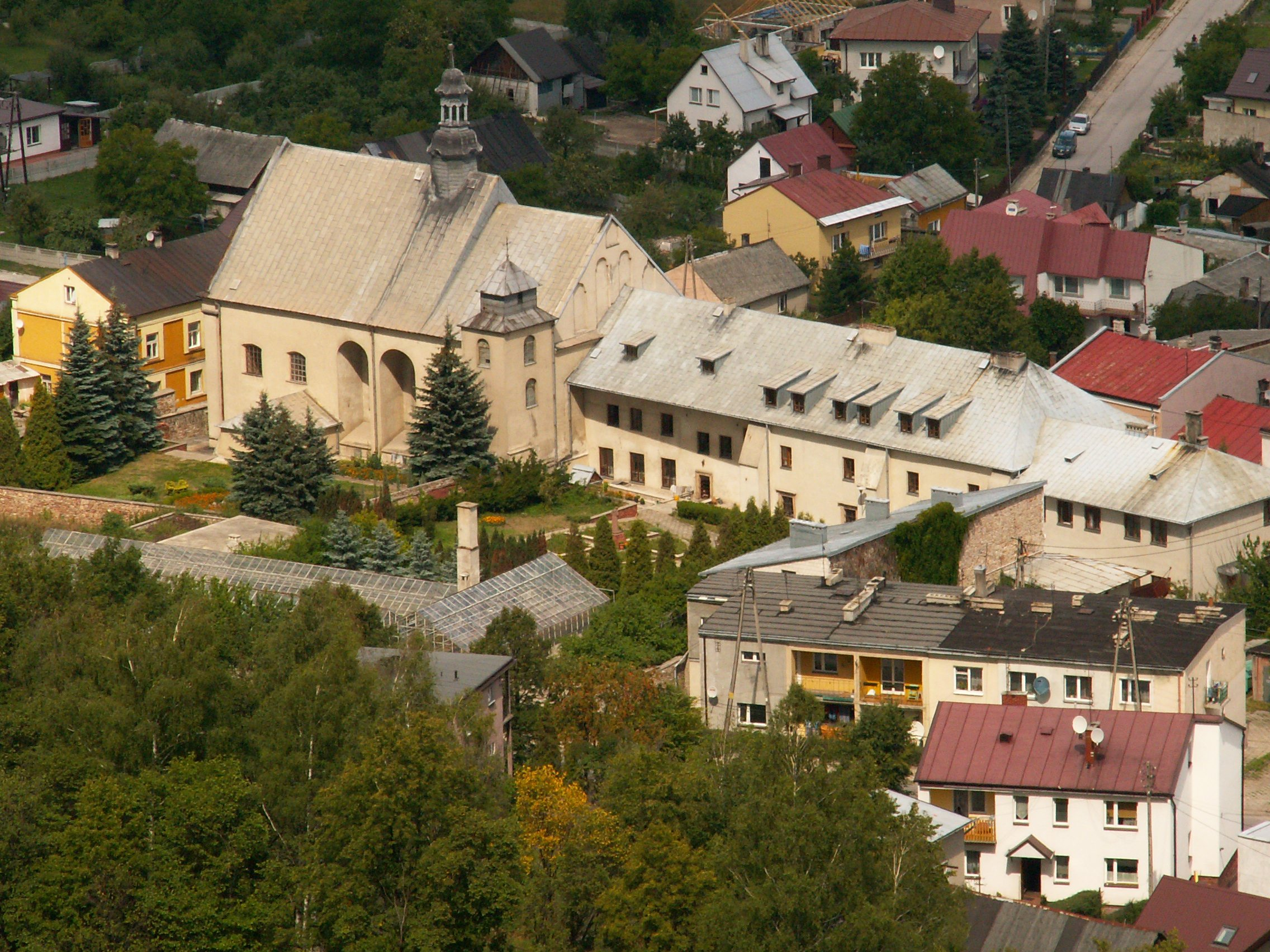
Complexo do mosteiro das clarissas

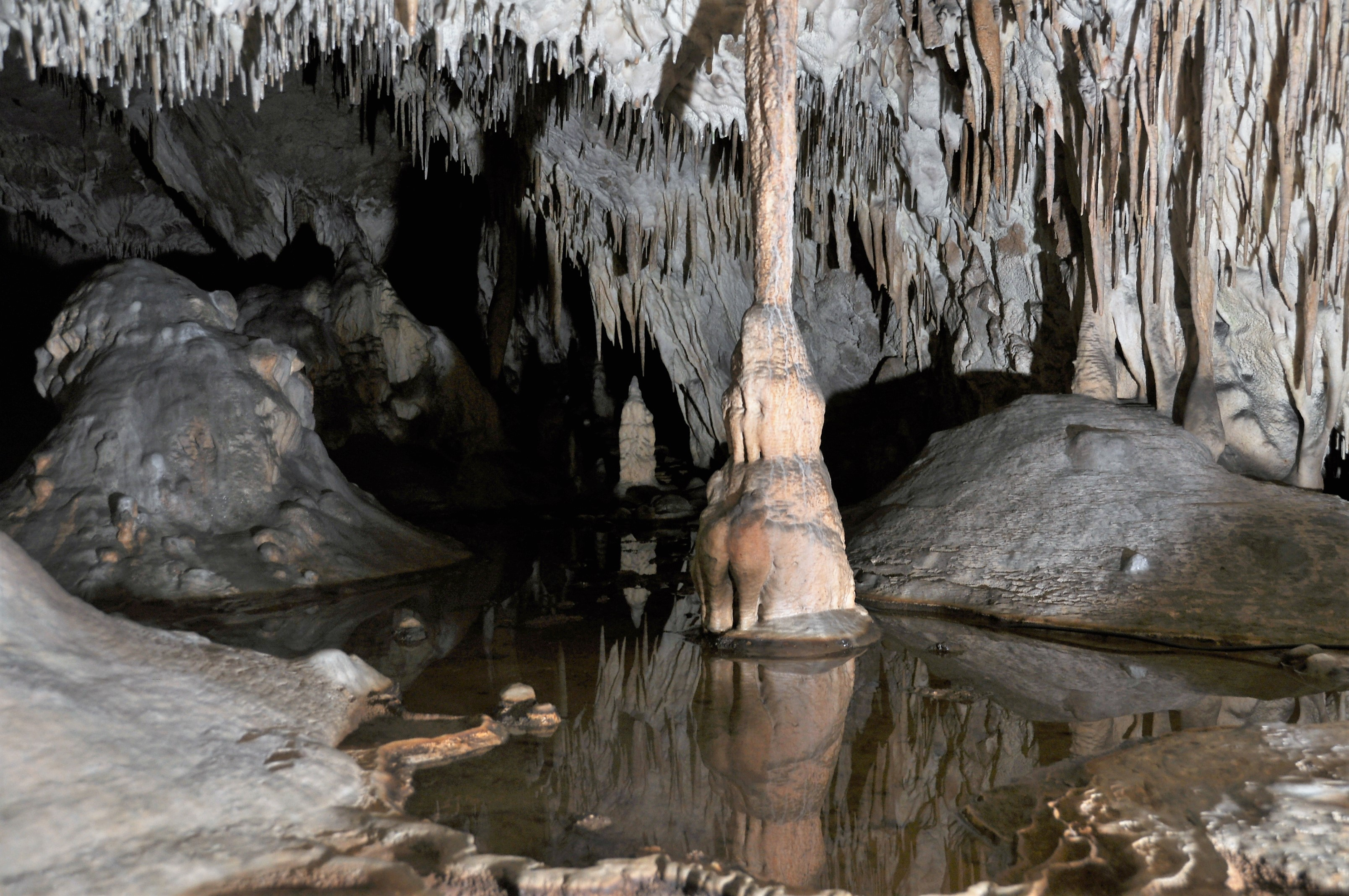
Caverna do Paraíso

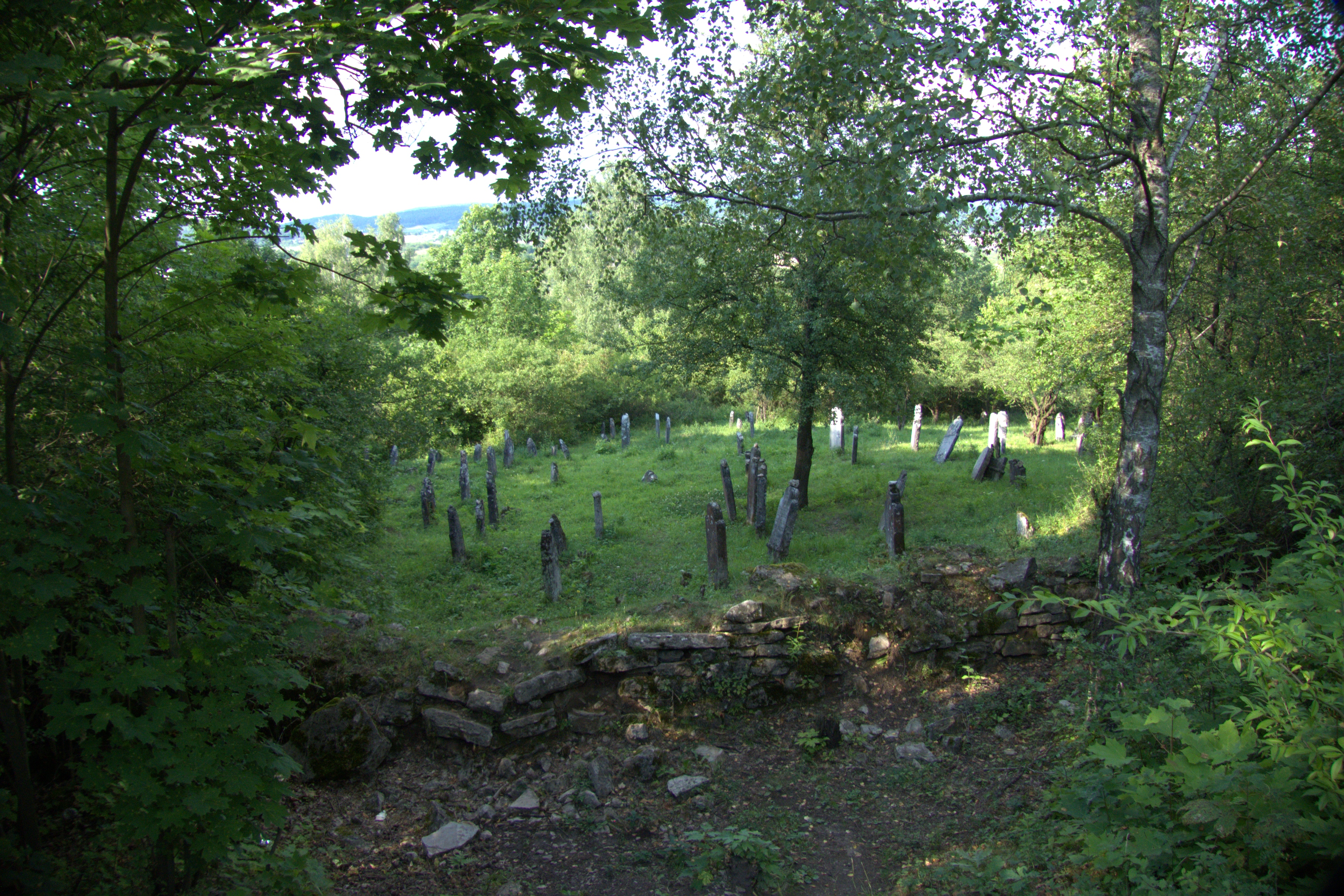
Cemitério judaico — vista do sul

- Ruínas de um castelo real da segunda metade do século XIII — a construção da fortaleza provavelmente começou por volta de 1295–1300. Naquela época, foi construída a parte superior do castelo, composta por duas torres de defesa cilíndricas e um pátio. Essa parte do castelo foi construída como uma área residencial. O castelo tinha sua própria capela, localizada na torre leste. O tesouro do castelo era mantido em uma sala acima da capela. É certo que o castelo já existia em 1306, quando o rei Ladislau I, o Breve apresentou o edifício ao bispo de Cracóvia, Jan Muskata. Um ano depois, sob o pretexto de detectar uma conspiração contra o rei, o castelo tornou-se novamente propriedade do rei. Em 1318, o tesouro da Arquidiocese de Gniezno foi depositado no castelo e permaneceu protegido contra as tropas da Ordem Teutônica. O castelo desempenhou um papel importante como ponto de encontro para os exércitos das terras da Pequena Polônia e da Grande Polônia antes de partirem em 1331 para a Batalha de Płowce contra a Ordem Teutônica. Na primeira metade do século XIV, a fortaleza foi ampliada pelo rei Casimiro III, o Grande. Em 1576, o pátio inferior com uma torre quadrada foi construído, criando o contorno atual do castelo. Naquela época, o castelo tornou-se a residência da rainha Adelaide de Hesse. Nos anos seguintes, o castelo foi habitado por: Isabel Lokietkówna, Sofia de Holszany e seu filho Ladislau, e a rainha da Polônia, Bona Sforza, nascida na Itália. Mais tarde, a fortaleza foi usada como prisão estatal e as masmorras foram colocadas sob a torre leste. Entre os presos estavam: Michael Küchmeister von Sternberg — o futuro Grão-Mestre da Ordem Teutônica — e Andrew Wingold, meio-irmão do rei Ladislau II Jagelão. O castelo recuperou brevemente seu esplendor graças à reconstrução feita pelo primeiro-ministro de Chęcin, Stanisław Branicki. No entanto, na segunda metade do século XVI, o castelo começou a cair em desuso. Em 1588, o Sejm ordenou que os livros do castelo fossem levados para a igreja paroquial. Em 1607, o castelo foi atacado e incendiado pela Rebelião de Zebrzydowski. Em 1657, o castelo foi novamente incendiado e parcialmente destruído pelo exército de Rakoczy. Durante o Dilúvio sueco, o castelo foi destruído e permanece em ruínas permanentes até hoje. As ruínas do castelo foram restauradas várias vezes. O primeiro grande trabalho para proteger as ruínas da destruição foi realizado em 1877. Entre a Primeira e a Segunda Guerra Mundial, as ruínas do castelo foram conservadas pelo então prefeito da cidade de Chęciny, Edmund Padechowicz. Após a Segunda Guerra Mundial, outros trabalhos de conservação foram realizados no castelo. A torre central foi reconstruída e a torre oriental foi usada como um ponto de observação
- Igreja paroquial gótica tardia de São Bartolomeu — um salão gótico de tijolos construído por volta de 1600, reconstruído na primeira metade do século XVII com uma capela quadrada maneirista com uma cúpula de 1614
- Antigo complexo do mosteiro franciscano fundado por Casimiro III, o Grande, datado do século XIV, composto por uma igreja gótica reconstruída, um edifício de mosteiro renascentista tardio com uma capela Branicki abobadada de 1640, dependências de 1637–1668 e edifícios neoclássicos
- Igreja de São José e o monastério das clarissas de 1643, desde 1930 das Irmãs bernardinas[21]
- Caverna do Paraíso — uma caverna cárstica de calcário localizada na reserva natural Caverna do Paraíso, que se distingue por sua decoração excepcionalmente rica, variada e bem preservada em espeleotema, que pertence aos locais cársticos únicos na Polônia
- Sobrado “Niemczówka” — um prédio renascentista construído em 1570. Seus primeiros proprietários foram Walenty Września e sua esposa Anna de Niemczów[22] Atualmente, o edifício é composto por três andares: um porão abobadado, um andar térreo e um mezanino. Ele também tem um espaçoso saguão de entrada e um pátio elegante. No andar térreo fica o representativo Grande Salão, que apresenta uma janela de três partes com colunas renascentistas feitas de arenito, bem como uma viga no teto com a data de 1634 e o nome do então prefeito de Chęciny, Walenty Soboniewski. Graças aos subsídios dos fundos da União Europeia, foi possível realizar uma reforma geral do edifício, que custou mais de 2,5 milhões de zlótis. Como resultado da renovação, foi possível substituir a estrutura do telhado, desenvolver os três níveis do edifício e renovar o pátio. Entre outras coisas, o edifício agora abriga salas de exposição, quartos de hóspedes e o Centro de Informações Turísticas e Históricas da Comuna de Chęciny, que foi inaugurado em 26 de outubro de 2010
- Antiga igreja do hospital do Espírito Santo
- Prefeitura do século XIX
- Micvê do século XIX na rua Szkolna — agora um prédio particular
- Antiga sinagoga renascentista tardia da segunda metade do século XVII
- Traçado da rua medieval e edifícios dos séculos XVI a XIX
- Cemitério judaico
- Casa senhorial dos vereadores de Chęciny em Podzamcze,
- Beco das tílias com árvores de mais de 300 anos em Podzamcze,
- Portão de entrada em estilo barroco do final do século XVII em Podzamcze.